# Anny Konetzni
Anny Konetzni, també escrit com a Anny Koneczny o Anni Konetzni, (Bela Crkva, Imperi Austrohongarès, 12 de febrer de 1902 - Viena, 6 de setembre de 1968) fou una soprano operística austríaca.

## Biografia
Anny Konetzni va estudiar al Neuen Wiener Konservatorium (Nou Conservatori de Viena) amb Erik Schmedes i més tard a Berlín amb Jacques Stückgold. El 1923 va començar com a cantant de cor de la Volksoper de Viena, però va ser acomiadada.
Va debutar com a solista l'any 1926, en tessitura de mezzosoprano, a la Volksoper de Viena, en el paper d'Adriano de Rienzi de Richard Wagner. Després d'alguns compromisos amb els teatres d'Augsburg i Elberfeld (en aquesta ciutat al teatre Stadttheater am Brausenwerth) va arribar el 1929 com a soprano a l'Stadttheater de Chemnitz i posteriorment va cantar, entre 1931 i 1934, a la Staatsoper unter den Linden de Berlín.
Va debutar a l'Òpera de l'Estat de Viena en 1933, com a Brünnhilde en Die Walküre de Wagner. Va romandre a la companyia des de 1933 fins al moment de l'acomiadament de Karl Böhm com a director de l'Òpera Estatal l'any 1955. A aquest acomiadament el va seguir un vessament cerebral de Konetzi, del qual mai no es va recuperar.
Juntament amb la seva germana, Hilde Konetzni, va ser una de les millors cantants de l'Òpera de l'Estat de Viena. A més a més, va participar també, a partir de 1935, al Festival de Salzburg (Tristan und Isolde de Wagner, Der Rosenkavalier de Richard Strauss) i va cantar com a convidada als principals escenaris d'Europa així com als Estats Units d'Amèrica i a Amèrica del Sud. Entre 1934 i 1954 va compartir els treballs d'interpretació amb el de professora de cant a l'Acadèmia de Música de Viena. La base del repertori d'Anna Konetzni va ser la dramàtica part de soprano de les òperes de Richard Wagner i de Richard Strauss, que interpretava amb gran expressivitat. Va debutar al Metropolitan Opera de Nova York el 26 de desembre de 1934, amb Die Walküre de Wagner, interpretant al mateix teatre, dos dies després, Siegfried de Wagner. L'any següent va tornar al MET, interpretant tot òperes de Wagner: Tannhäuser, Lohengrin, Die Walküre, Siegfried i Tristan und Isolde. Van ser en total 9 representacions les que va realitzar al teatre novaiorquès. El 17 de maig de 1935 va debutar al Royal Opera House (Covent Garden) de Londres, sota la direcció de Sir Thomas Beecham, interpretant el paper de Brünhilde de Die Walküre de Wagner. Va tornar al Convent Garden en tres de les següents quatre temporades i va ser convidada l'any 1951 a un concert.
Al igual que molts altres artistes, Konetzni també aparèixer a la propaganda nazi per a l'elecció d'artistes vieneses al referèndum de 1938 després de l'Anschluss d'Àustria: "Per a la Gran Alemanya, per al Führer, per a l'art alemany, sí!".
Va actuar al Gran Teatre del Liceu de Barcelona el gener de 1941, en l'òpera Tristan und Isolde de Wagner. Va tornar l'any 1949 amb l'estrena a Catalunya (i Espanya) de l'òpera Elektra de Richard Strauss.
Anny Konetzni, que s'havia casat amb l'odontòleg Albert Wiedmann, descansa en el cementiri evangelista Friedhof Wien-Simmering de Viena (tomba 63), al costat del seu marit.

## Premis
- 1935: nomenada cantant de cambra (Kammersängerin) d'Àustría
- 1955: nomenada membre honorària de l'Òpera de l'Estat de Viena

## Enregistraments sonor (selecció)
- Richard Wagner: Tristan und Isolde, enregistrament en directe, amb Max Lorenz, Anny Konetzni, Karin Branzell, Herbert Janssen, Emanuel List, Hermann Wiedemann, director d'orquestra: Erich Kleiber, gravat a Buenos Aires l'any 1938.
- Richard Wagner: Parsifal, enregistrament en directe, amb Günther Treptow, Anny Konetzni, Ludwig Weber, Paul Schöffler, Adolf Vogel, Hans Braun, Sieglinde Wagner. Orquestra Simfònica de Viena, cor de l'Òpera de l'Estat de Viena, director d'orquestra: Rudolf Moralt, gravat a Viena l'any 1948.
- Richard Wagner: Götterdämmerung, enregistrament en directe de l'Òpera de l'Estat de Viena (fragments de l'acte 3), amb Max Lorenz (Siegfried), Anny Konetzni (Brünnhilde), Luise Helletsgruber (Woglinde), Dora With (Floßhilde), i Aenne Michalsky (Wellgunde). Orquestra Filharmònica de Viena, cor de l'Òpera de l'Estat de Viena, director: Hans Knappertsbusch.
- Richard Strauss: Elektra, segons la tragèdia en un acte d'Hugo von Hofmannsthal. Amb Martha Mödl, Anny Konetzni, Daniza Ilić, Franz Klarwein, Hans Braun, Wilhelm Felden, Dorothea Frass, Aenne Michalsky, Josef Schmidinger, Ljubomir Pantscheff, Charlotte Markus, Gertrud Burgsthaler-Schuster, Polly Batic, Katja Sabo, Dagmar Schmedes, Friedl Riegler; director: Dimitri Mitrópoulos, cor i orquestra del Maggio Musicale Fiorentino, gravat en 1950.